# Лукий, или Осёл
«Лукий, или Осёл» (др.-греч. Λούκιος ἢ Ὄνος) — эллинистическая новелла, вплоть до XIX века приписывавшаяся Лукиану Самосатскому и традиционно публикуемая в сборниках его сочинений.

## Авторство
Небольшое произведение из корпуса текстов Лукиана, в основном соответствующее сюжету романа Апулея «Метаморфозы» (в значительно более кратком виде, но на 80% совпадающее с текстом Апулея, вплоть до порядка слов). Соотношение между этими двумя сочинениями длительное время было предметом научной дискуссии и породило значительную литературу. В настоящее время господствующая точка зрения исходит из предположения, что Апулей и анонимный автор «Лукия» опирались на один и тот же источник, каковым считаются «Метаморфозы Лукия Патрского» (Λουκίου Πατρέως Μεταμορφώσεις), упоминаемые патриархом Фотием. По утверждению Фотия, и «Лукий» и «Метаморфозы» написаны сходным лукиановским стилем, и современные исследователи предполагают, что автором «Метаморфоз» был именно Лукиан, тогда как «Лукий» представляет собой нечто вроде эпитомы оригинального текста, выполненной каким-то плагиатором.
В самой ранней и наиболее надежной рукописи, содержащей текст «Лукия», Ватиканской X века (Vaticanus 90), новелла заканчивается пометкой переписчика «Эпитома Метаморфоз Лукия Патрского».
С. К. Апт полагает, что если считать Лукиана автором этого произведения, лишенного каких-либо философских рассуждений, то можно предположить, что оно относится к раннему периоду творчества писателя, начинавшего с бессодержательной риторики и, возможно, не брезговавшего обработкой ходивших в его время фантастических сюжетов.

## Сюжет
По сюжету новеллы юноша Лукий приезжает из Патр с письмом в Гипаты в Фессалию к некоему Гиппарху, в доме которого останавливается на несколько дней (§ 1—3), надесь что-либо разузнать о знаменитых фессалийских колдуньях. Узнав от знакомой своей матери о том, что жена Гиппарха практикует магию, Лукий решает подобраться к ней через служанку, которую зовут Палестрой (§ 4—5). После короткого флирта парочка проводит гимнастическое состязание в постели, где Лукий демонстрирует свою крепость в различных позициях и добивается от служанки обещания помочь в закомстве с колдовством (§ 6—11).
Через несколько дней Лукию удается подсмотреть за превращением жены Гиппарха в ворона при помощи оборотной мази. Недолго думая, юноша требует от Палестры натереть его тем же составом, но служанка путает склянки, в результате чего Лукий превращается в осла. Для обратной метаморфозы ему необходимо пожевать розовые лепестки, но внезапное нападение бандитов, похитивших его вместе с другими вьючными животными, надолго отсрочивает исполнение данного намерения (§ 12—16). За этим следуют разнообразные перипетии и неоднократная смена владельцев, ставящая Луция во все более тяжелые условия (фабула, в основном, соответствует рассказанному у Апулея: пребывание у бандитов, попытка бегства юной пленницы, служба у презираемых Лукианом жрецов-шарлатанов Сирийской богини и прочее (§ 17—46), пока Лукий не попадает в дом богача Менекла из Фессалоники, где обращает на себя внимание человеческими способностями и вкусами, вскоре становясь городской знаменитостью (§ 46—50).
Как и в романе Апулея развязке способствует появление опытной развратницы, желающей вступить в состязание с Пасифаей, и намерение Менекла извлечь из этого обстоятельства прибыль, устроив совокупление ученого осла с осужденной женщиной на цирковой арене (§ 50—53). Увидев служителя с охапкой цветов, Лукий пользуется случаем вернуть себе прежний облик, после чего, избежав расправы со стороны испуганной публики, прибегает к защите окружного наместника и устанавливает связь с семьей (§ 53—54). Напоследок юноша посещает женщину, с которой спаривался, будучи ослом, но развратница, раздосадованная тем, что Лукий, став человеком, не «сумел спасти и сохранить единственно приятный (…) и великий признак осла» (§ 55), плюет в него и приказывает слугам вышвырнуть обнажившегося любовника на улицу. Проспавшись, Лукий голышом отправляется на присланный за ним братом корабль и возвращается на родину (§ 55).